# Williams FW36
El Williams FW36 es un monoplaza de Fórmula 1 diseñado por Williams para competir en la Temporada 2014 de Fórmula 1. La unidad de potencia, el sistema de transmisión de ocho velocidades y el sistema de recuperación de energía fueron los mismos usados por Mercedes en dicha temporada. El coche fue conducido por Valtteri Bottas y Felipe Massa, este último llegó al equipo tras 8 temporadas en Ferrari.

## Presentación
El FW36 se mostró por primera vez el 24 de enero de 2014, mediante cuatro imágenes por ordenador del monoplaza que el equipo mostró en internet. El monoplaza se presentó físicamente el día 28 de enero durante la primera jornada de test de pretemporada en Jerez, con una decoración provisional sin apenas patrocinadores, y demostrando un rendimiento sorprendente durante todas las jornadas de test. Williams presentó su decoración definitiva en un acto el 6 de marzo de 2014, en la que destaca la incursión de Martini como patrocinador principal del equipo.

## Récord de puntuación
Debido a la doble puntuación correspondiente al último gran premio de la temporada, el Williams FW36 tiene el récord a la mayor puntuación jamás conseguida por un mismo equipo en un solo gran premio, 66 puntos.

## Resultados
(Clave) (negrita indica pole position) (cursiva indica vuelta rápida)
| Año  | Motor                               | Neu. | N.º | Pilotos         | 1   | 2   | 3   | 4   | 5   | 6   | 7   | 8   | 9   | 10  | 11  | 12  | 13  | 14  | 15  | 16  | 17  | 18  | 19  | Puntos | Pos. |
| ---- | ----------------------------------- | ---- | --- | --------------- | --- | --- | --- | --- | --- | --- | --- | --- | --- | --- | --- | --- | --- | --- | --- | --- | --- | --- | --- | ------ | ---- |
| 2014 | Mercedes PU106A Hybrid 1.6 V6 Turbo | P    |     |                 | AUS | MYS | BHR | CHN | ESP | MON | CAN | AUT | GBR | GER | HUN | BEL | ITA | SIN | JPN | RUS | USA | BRA | ABU | 320    | 3°   |
| 2014 | Mercedes PU106A Hybrid 1.6 V6 Turbo | P    | 19  | Felipe Massa    | Ret | 7   | 7   | 15  | 13  | 7   | 12≠ | 4   | Ret | Ret | 5   | 13  | 3   | 5   | 7   | 11  | 4   | 3   | 2   | 320    | 3°   |
| 2014 | Mercedes PU106A Hybrid 1.6 V6 Turbo | P    | 77  | Valtteri Bottas | 5   | 8   | 8   | 7   | 5   | Ret | 7   | 3   | 2   | 2   | 8   | 3   | 4   | 11  | 6   | 3   | 5   | 10  | 3   | 320    | 3°   |

- ≠ El piloto no acabó el Gran Premio, pero se clasificó al completar el 90% de la distancia total.
- Pilotos y constructores suman puntos dobles en el Gran Premio de Abu Dabi.